# Сезон ФК «Мілан» 2017—2018
Сезон ФК «Мілан» 2017—2018 — 121-ий сезон в історії та 84-ий сезон футбольного клубу «Мілан» в італійській Серії А.

## Хронологія сезону

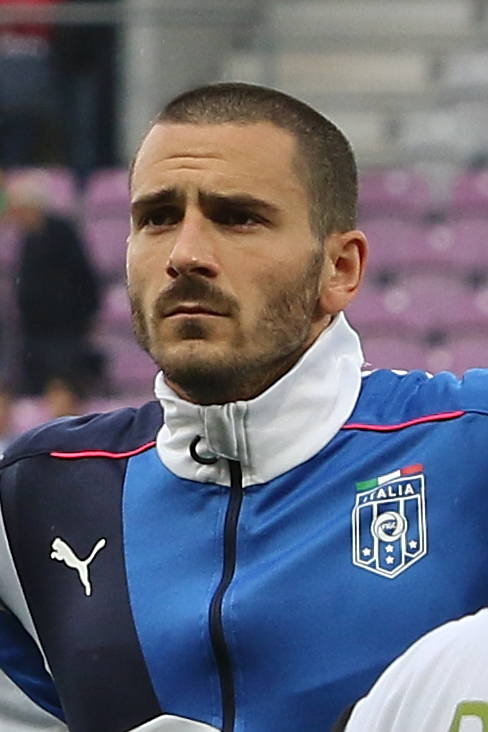
Захисник Леонардо Бонуччі став найдорожчим трансфером клубу, а також новим капітаном команди

Китайський власник клубу Лі Юнхун розпочав будівництво нової команди з великих інвестицій. Захисна лінія була укомплектована новими гравцями на кожну позицію. На лівий фланг прийшов Рікардо Родрігес за €15 млн, на правий фланг Андреа Конті за €24, а у центр захисту Матео Мусаккіо за €18 млн. Ще одним знаковим підписанням став трансфер центрального захисника Леонардо Бонуччі з «Ювентуса» за €42 млн. Для нових власників цей гравець був центральним у проекті, отримавши капітанську пов'язку. Лінія півзахисту також отримала підсилення. Прийшли: Лукас Білья за €17 млн, Хакан Чалханоглу за €20 млн та Франк Кесс'є на правах оренди за €8 млн. Одним із найдорожчим придбанням став трансфер португальського нападника Андре Сілви за €35 млн. В лінію нападу на правах оренди прийшли Никола Калинич та Фабіо Боріні. Найдорожчим трансфером на вихід став вихованець клубу Маттіа Де Шильйо, який прийшов у «Ювентус» за €12 млн. Кейсуке Хонда, Андреа Полі, Юрай Куцка залишили команду, а Карлос Бакка, Джанлука Лападула, Андреа Бертолаччі, Мбай Ньянг та Хосе Ернесто Соса відправилися в оренду. Перед тренеським штабом Вінченцо Монтелли було поставлено завдання виходу в груповий етап Ліги чемпіонів.

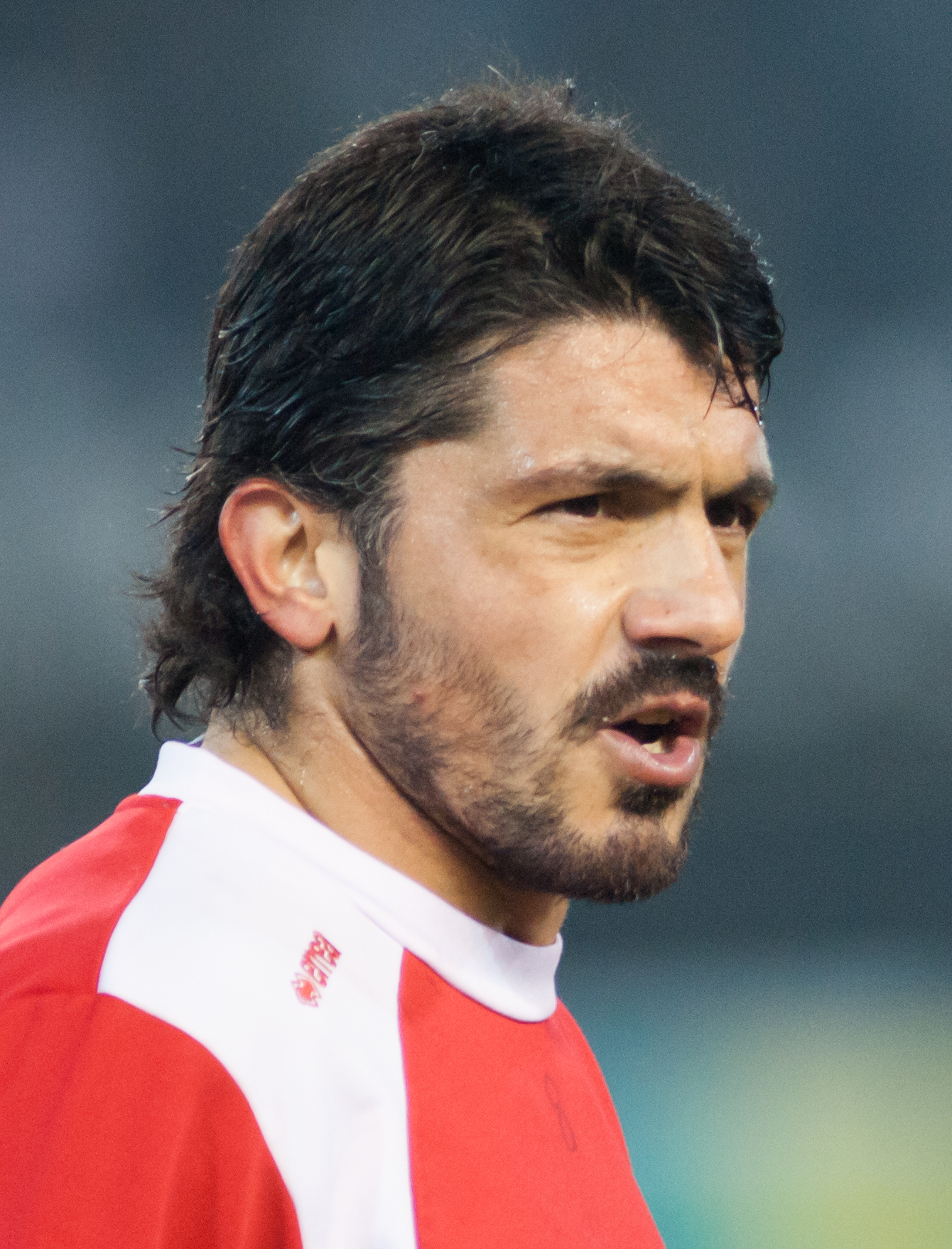
Легендарний півзахисник клубу Дженнаро Гаттузо змінив Вінченцо Монтеллу на посаді головного тренера

Сезон розпочався матчами третього кваліфікаційнійного раунду Ліги Європи УЄФА проти румунського клубу «Університатя». «Мілан» двічі переміг (2:0 і 1:0), вийшовши у наступний раунд. У плей-оф «россонері» впевнено здолали македонську «Шкендію» з рахунком 6:0 і 1:0, кваліфікувавшись у групу. Початок чемпіонату також вийшов не поганим. У стартових п'яти турах здобули чотири перемоги та розгромно поступилися «Лаціо» (1:4). Наступні три матчі вони програли: «Сампдорії» (0:2), «Ромі» (0:2) та «Інтернаціонале» (2:3). У наступних турах суттєвого прогресу не відбулося. «Мілан» по два рази виграв, програв та зіграв внічию. 26 листопада, після нічиєї з «Торіно» (0:0), Вінченцо Монтелла був звільнений. Новим тренером призначили Дженнаро Гаттузо, який до цього очолював молодіжний склад. Покращити результати команді не вдалося. У п'яти матчах що залишалися до кінця календарного року вони здобули лише одну перемогу, фінішувавши на десятому місці по завершенні першого кола. Незважаючи на внутрішні невдачі, «Мілан» зумів виконати завдання виходу із групи Ліги Європи. «Россонері» двічі перемогли «Аустрію», двічі зіграли внічию АЕКом та обмінялися домашніми перемогами із «Рієкою». У підсумку вони виграли групу, набравши одинадцять очків.
Після зимової перерви «Мілан» суттєво зумів покращити результати. У дев'яти наступних турах чемпіонату здобули вісім перемог та один раз зіграли внічию. У Кубку Італії вийшли у фінал, вибивши «Інтернаціонале» у чвертьфіналі та «Лаціо» у півфіналі. В 1/16 фіналу Ліги Європи впевенено пройшли «Лудогорець» (3:0 і 1:0), але 1/8 фіналу не зуміли нав'язати боротьбу лондонському «Арсеналу», поступившись 0:2 та 1:3. У квітні команда видала відрізок без перемог (чотири нічиї та дві поразки), після якого стало зрозуміло що їм не вдасться боротися за потрапляння у четвірку. У чотирьох турах, що залишалися до кінця чемпіонату, набрали десять очків, закріпившись на шостому місці. Останнім шансом виграти трофей був фінал Кубка Італії, але «Ювентус» не залишив їм жодних шансів, розгромивши 4:0.
Витрати, які клуб зробив перед початком сезону, стали великою проблемою. УЄФА звинуватив «Мілан» у порушенні правил фінансового фейр-плей та тимчасово відсторонив клуб від групового етапу Ліги Європи на наступний сезон.

## Склад команди
| #            | Гравець               | Позиція      | Дата народження (вік)           | Початок контракту | Кінець контракту | Попередній клуб | Ціна трансферу | Примітки | Матчі    | Голи     |
| Воротарі     | Воротарі              | Воротарі     | Воротарі                        | Воротарі          | Воротарі         | Воротарі        | Воротарі       | Воротарі | Воротарі | Воротарі |
| ------------ | --------------------- | ------------ | ------------------------------- | ----------------- | ---------------- | --------------- | -------------- | -------- | -------- | -------- |
| 30           | Марко Сторарі         | ВР           | 7 січня 1977 (вік 41 рік)       | 2017              | 2018             | Емполі          | Безкоштовно    |          | 15       | -19      |
| 90           | Антоніо Доннарумма    | ВР           | 7 липня 1990 (вік 27 років)     | 2017              | 2021             | Астерас         | €300,000       | Академія | 2        | 0        |
| 99           | Джанлуїджі Доннарумма | ВР           | 25 лютого 1999 (вік 19 років)   | 2015              | 2021             | Мілан Прімавера | Безкоштовно    | Академія | 125      | -134     |
| Захисники    |                       |              |                                 |                   |                  |                 |                |          |          |          |
| 2            | Давіде Калабрія       | ПЗ / ЛЗ / ЦП | 6 грудня 1996 (вік 21 рік)      | 2015              | 2020             | Мілан Прімавера | Безкоштовно    | Академія | 52       | 1        |
| 12           | Андреа Конті          | ПЗ / ПП      | 2 березня 1994 (вік 24 роки)    | 2017              | 2022             | Аталанта        | €24,000,000    |          | 5        | 0        |
| 13           | Алессіо Романьйолі    | ЦЗ / ЛЗ      | 12 січня 1995 (вік 23 роки)     | 2015              | 2020             | Рома            | €25,000,000    |          | 125      | 3        |
| 15           | Густаво Гомес         | ЦЗ           | 06 травня 1993 (вік 25 років)   | 2016              | 2021             | Ланус           | €8,500,000     |          | 20       | 0        |
| 17           | Крістіан Сапата       | ЦЗ / ПЗ      | 30 вересня 1986 (вік 31 рік)    | 2012              | 2019             | Вільярреал      | €6,000,000     |          | 128      | 4        |
| 19           | Леонардо Бонуччі      | ЦЗ           | 1 травня 1987 (вік 31 рік)      | 2016              | 2021             | Ювентус         | €42,000,000    |          | 51       | 2        |
| 20           | Іньяціо Абате         | ПЗ / ЦЗ      | 12 листопада 1986 (вік 31 рік)  | 2009              | 2019             | Торіно          | €2,800,000     | Академія | 282      | 3        |
| 22           | Матео Мусаккіо        | ЦЗ           | 26 серпня 1990 (вік 27 років)   | 2017              | 2021             | Вільярреал      | €18,000,000    |          | 22       | 2        |
| 31           | Лука Антонеллі        | ЛЗ           | 11 лютого 1987 (вік 31 рік)     | 2015              | 2019             | Дженоа          | €4,500,000     | Академія | 69       | 5        |
| 68           | Рікардо Родрігес      | ЛЗ / ЦЗ      | 25 серпня 1992 (вік 25 років)   | 2017              | 2021             | Вольфсбург      | €15,000,000    |          | 47       | 4        |
| Півзахисники |                       |              |                                 |                   |                  |                 |                |          |          |          |
| 4            | Хосе Маурі            | ОП / ЦП      | 16 травня 1996 (вік 22 роки)    | 2015              | 2019             | Парма           | Безкоштовно    |          | 14       | 0        |
| 5            | Джакомо Бонавентура   | ЦП / ЛВ      | 22 серпня 1989 (вік 28 років)   | 2014              | 2020             | Аталанта        | €7,000,000     |          | 142      | 28       |
| 10           | Хакан Чалханоглу      | АП / ЦП / ЛВ | 8 лютого 1994 (вік 24 роки)     | 2017              | 2021             | Баєр 04         | €20,000,000    |          | 45       | 8        |
| 18           | Ріккардо Монтоліво    | ОП / ЦП      | 18 січня 1985 (вік 33 роки)     | 2012              | 2019             | Фіорентіна      | Безкоштовно    |          | 158      | 10       |
| 21           | Лукас Білья           | ОП / ЦП      | 30 січня 1986 (вік 32 роки)     | 2017              | 2020             | Лаціо           | €17,000,000    |          | 37       | 1        |
| 46           | Маттео Габбія         | ОП / ЦП      | 21 жовтня 1999 (вік 18 років)   | 2017              | 2018             | Мілан Прімавера | Безкоштовно    | Академія | 1        | 0        |
| 57           | Емануеле Торрасі      | ЦП           | 16 березня 1999 (вік 19 років)  | 2018              | 2022             | Мілан Прімавера | Безкоштовно    | Академія | 1        | 0        |
| 73           | Мануель Локателлі     | ОП / ЦП      | 8 січня 1998 (вік 20 років)     | 2016              | 2020             | Мілан Прімавера | Безкоштовно    | Академія | 63       | 2        |
| 79           | Франк Кесс'є          | ЦП / ОП      | 19 грудня 1996 (вік 21 рік)     | 2017              | 2022             | Аталанта        | €28,000,000    |          | 54       | 5        |
| Нападники    |                       |              |                                 |                   |                  |                 |                |          |          |          |
| 7            | Никола Калинич        | ЦН           | 5 січня 1988 (вік 30 років)     | 2017              | 2021             | Фіорентіна      | €27,500,000    | Оренда   | 41       | 6        |
| 8            | Сусо                  | ПВ / ВН      | 19 листопада 1993 (вік 24 роки) | 2015              | 2022             | Ліверпуль       | €1,300,000     |          | 95       | 15       |
| 9            | Андре Сілва           | ЦН           | 6 листопада 1995 (вік 22 роки)  | 2017              | 2022             | Порту           | €38,000,000    |          | 40       | 10       |
| 11           | Фабіо Боріні          | ЛВ / ПВ / ВН | 29 березня 1991 (вік 27 років)  | 2017              | 2021             | Сандерленд      | €5,500,000     | Оренда   | 44       | 5        |
| 27           | Рікардо Форте         | ЦН           | 17 травня 1999 (вік 19 років)   | 2017              | 2021             | Мілан Прімавера | Безкоштовно    | Академія | 1        | 0        |
| 63           | Патрік Кутроне        | ЦН / ПВ      | 3 січня 1998 (вік 20 років)     | 2017              | 2021             | Мілан Прімавера | Безкоштовно    | Академія | 47       | 18       |

## Трансфери

### Літнє трансферне вікно

#### Прийшли
| Дата                            | Поз.                 | #                    | Гравець              | Попередній клуб      | Ціна                 | Примітки                                               | Джерела              |
| Повноцінні трансфери            | Повноцінні трансфери | Повноцінні трансфери | Повноцінні трансфери | Повноцінні трансфери | Повноцінні трансфери | Повноцінні трансфери                                   | Повноцінні трансфери |
| ------------------------------- | -------------------- | -------------------- | -------------------- | -------------------- | -------------------- | ------------------------------------------------------ | -------------------- |
| 30 травня 2017                  | ЗХ                   | 22                   | Матео Мусаккіо       | Вільярреал           | €18,000,000          |                                                        | [ 7 ]                |
| 8 червня 2017                   | ЗХ                   | 68                   | Рікардо Родрігес     | Вольфсбург           | €15,000,000          | +€3,000,000 бонусів                                    | [ 8 ]                |
| 12 червня 2017                  | НП                   | 9                    | Андре Сілва          | Порту                | €38,000,000          | +€2,000,000 бонусів                                    | [ 9 ]                |
| 3 липня 2017                    | ПЗ                   | 10                   | Хакан Чалханоглу     | Баєр 04              | €20,000,000          | +€4,000,000 бонусів                                    | [ 10 ]               |
| 7 липня 2017                    | ПЗ                   |                      | Пшемислав Баргель    | Рух (Хожув)          | €350,000             | Перехід до складу Мілан Прімавери                      | [ 11 ]               |
| 7 липня 2017                    | ЗХ                   | 12                   | Андреа Конті         | Аталанта             | €24,000,000          | плюс Матео Пессіна                                     | [ 12 ]               |
| 12 липня 2017                   | ВР                   | 90                   | Антоніо Доннарумма   | Астерас              | €300,000             |                                                        | [ 13 ]               |
| 14 липня 2017                   | ЗХ                   | 19                   | Леонардо Бонуччі     | Ювентус              | €42,000,000          |                                                        | [ 14 ]               |
| 16 липня 2017                   | ПЗ                   | 21                   | Лукас Білья          | Лаціо                | €17,000,000          | +€3,000,000 бонусів                                    | [ 15 ]               |
| 29 серпня 2017                  | НП                   |                      | Тьягу Діаш           | Бенфіка              | Безкоштовно          | Перехід до складу Мілан Прімавери                      | [ 16 ]               |
| 31 серпня 2017                  | ПЗ                   |                      | Серхіо Санчес Джоя   | Реал Мадрид Кастілья | Безкоштовно          | Перехід до складу Мілан Прімавери                      | [ 17 ]               |
| Гравці, що прийшли в оренду     |                      |                      |                      |                      |                      |                                                        |                      |
| 2 червня 2017                   | ПЗ                   | 79                   | Франк Кесс'є         | Аталанта             | €8,000,000           | Оренда на 2 роки з обов'язковим викупом за €20,000,000 | [ 18 ] [ 19 ]        |
| 30 червня 2017                  | НП                   | 11                   | Фабіо Боріні         | Сандерленд           | €1,000,000           | Оренда з обов'язковим викупом за €5,000,000            | [ 20 ] [ 21 ]        |
| 22 серпня 2017                  | НП                   | 7                    | Никола Калинич       | Фіорентіна           | €5,000,000           | Оренда з обов'язковим викупом за €20,000,000           | [ 22 ] [ 23 ]        |
| 29 серпня 2017                  | НП                   |                      | Йорген Странд Ларсен | Сарпсборг 08         | Безкоштовно          | Перехід до складу Мілан Прімавери з можливістю викупу  | [ 24 ]               |
| Гравці, що повернулися з оренди |                      |                      |                      |                      |                      |                                                        |                      |
| 1 липня 2017                    | ВР                   |                      | Габріел              | Кальярі              | Безкоштовно          |                                                        |                      |
| 1 липня 2017                    | ЗХ                   |                      | Джерсон Вергара      | Арсенал (Тула)       | Безкоштовно          |                                                        |                      |
| 1 липня 2017                    | ПЗ                   | 4                    | Хосе Маурі           | Емполі               | Безкоштовно          |                                                        |                      |
| 1 липня 2017                    | ПЗ                   |                      | Хуан Маурі           | Паганезе             | Безкоштовно          |                                                        |                      |
| 1 липня 2017                    | НП                   | 98                   | Хашим Мастур         | Зволле               | Безкоштовно          |                                                        | [ 25 ]               |

#### Пішли
| Дата                              | Поз.                 | #                    | Гравець                 | Наступний клуб       | Ціна                 | Примітки                                       | Джерела              |
| Повноцінні трансфери              | Повноцінні трансфери | Повноцінні трансфери | Повноцінні трансфери    | Повноцінні трансфери | Повноцінні трансфери | Повноцінні трансфери                           | Повноцінні трансфери |
| --------------------------------- | -------------------- | -------------------- | ----------------------- | -------------------- | -------------------- | ---------------------------------------------- | -------------------- |
| 23 травня 2017                    | ВР                   | 1                    | Дієго Лопес             | Еспаньйол            | Не оголошено         | Викуп після попередньої оренди                 | [ 26 ]               |
| 23 червня 2017                    | ПЗ                   |                      | Рауль Дзуккетті         | Віртус Ентелла       | Не оголошено         | Перехід зі складу Мілан Прімавери              | [ 27 ]               |
| 1 липня 2017                      | ПЗ                   | 10                   | Кейсуке Хонда           | Пачука               | Безкоштовно          | Вільний агент                                  | [ 28 ]               |
| 1 липня 2017                      | ПЗ                   |                      | Амет Ло                 | Лаціо                | Безкоштовно          | Вільний агент                                  | [ 29 ]               |
| 1 липня 2017                      | ПЗ                   | 16                   | Андреа Полі             | Болонья              | Безкоштовно          |                                                | [ 30 ]               |
| 1 липня 2017                      | ПЗ                   |                      | Крістіан Хаджиосманович | Сампдорія            | Безкоштовно          | Перехід зі складу Мілан Прімавери              | [ 31 ]               |
| 1 липня 2017                      | НП                   |                      | Лука Відо               | Аталанта             | €1,000,000           | Після повернення з попередньої оренди          | [ 32 ] [ 33 ]        |
| 3 липня 2017                      | ЗХ                   |                      | Марко Курто             | Емполі               | Безкоштовно          | Перехід зі складу Мілан Прімавери              | [ 34 ]               |
| 3 липня 2017                      | НП                   |                      | Андреа Б'янкімано       | Реджина              | Не оголошено         | Викуп після попередньої оренди                 | [ 34 ]               |
| 7 липня 2017                      | ПЗ                   |                      | Матео Пессіна           | Аталанта             | Не оголошено         | Чистина угоди по Андреа Конті                  | [ 35 ]               |
| 7 липня 2017                      | ПЗ                   |                      | Федеріко Де Піано       | Віс Пезаро           | Не оголошено         | Перехід зі складу Мілан Прімавери              | [ 36 ]               |
| 7 липня 2017                      | ПЗ                   | 33                   | Юрай Куцка              | Трабзонспор          | €5,000,000           |                                                | [ 37 ]               |
| 17 липня 2017                     | ПЗ                   |                      | Лоренцо Кортіновіс      | Про Верчеллі         | Безкоштовно          | Перехід зі складу Мілан Прімавери              | [ 38 ] [ 39 ]        |
| 17 липня 2017                     | ВР                   |                      | Карло Дель Вентісетте   | Варезіна             | Безкоштовно          | Перехід зі складу Мілан Прімавери              | [ 38 ]               |
| 20 липня 2017                     | ЗХ                   | 2                    | Маттіа Де Шильйо        | Ювентус              | €12,000,000          |                                                | [ 40 ]               |
| 21 липня 2017                     | ЗХ                   | 21                   | Леонель Ванджіоні       | Монтеррей            | €2,000,000           |                                                | [ 41 ]               |
| 26 липня 2017                     | НП                   |                      | Джакомо Беретта         | Фоджа                | Не оголошено         | Після повернення з попередньої оренди          | [ 42 ]               |
| 1 серпня 2017                     | ЗХ                   |                      | Родріго Елі             | Депортіво Алавес     | €3,000,000           | Викуп після попередньої оренди                 | [ 43 ]               |
| 2 серпня 2017                     | ПЗ                   |                      | Джованні Крочата        | Кротоне              | €500,000             | Після повернення з попередньої оренди          | [ 44 ]               |
| 2 серпня 2017                     | ЗХ                   |                      | Іван Де Сантіс          | Асколі               | Не оголошено         | Після повернення з попередньої оренди          | [ 45 ]               |
| 4 серпня 2017                     | ЗХ                   |                      | Джорджіо Альтаре        | Дженоа               | Безкоштовно          | Перехід зі складу Мілан Прімавери              | [ 39 ]               |
| 10 серпня 2017                    | ЗХ                   |                      | Владислав Жиков         | Ліворно              | Не оголошено         | Перехід зі складу Мілан Прімавери              | [ 46 ]               |
| 18 серпня 2017                    | НП                   |                      | Давіде Ді Мольфетта     | Віченца              | Не оголошено         | Після повернення з попередньої оренди          | [ 47 ]               |
| 31 серпня 2017                    | ПЗ                   |                      | Міхаель Модич           | Ренде                | Не оголошено         | Перехід зі складу Мілан Прімавери              | [ 48 ]               |
| 31 серпня 2017                    | НП                   |                      | Закарія Хамаді          | К'яссо               | Не оголошено         | Перехід зі складу Мілан Прімавери              | [ 49 ]               |
| 31 серпня 2017                    | НП                   |                      | Найджел К'єрематенг     | Новара               | Не оголошено         | Перехід зі складу Мілан Прімавери              | [ 50 ]               |
| 31 серпня 2017                    | НП                   |                      | Федеріко Маркезі        | Лаціо                | Безкоштовно          | Перехід зі складу Мілан Прімавери              | [ 51 ]               |
| 8 вересня 2017                    | НП                   |                      | Ювенал Аньєро           | АЗ Піцерно           | Безкоштовно          | Перехід зі складу Мілан Прімавери              | [ 52 ]               |
| Гравці, що пішли в оренду         |                      |                      |                         |                      |                      |                                                |                      |
| 4 липня 2017                      | ВР                   | 35                   | Алессандро Пліццарі     | Тернана              | Безкоштовно          |                                                | [ 53 ]               |
| 15 липня 2017                     | ПЗ                   | 16                   | Андреа Бертолаччі       | Дженоа               | Безкоштовно          |                                                | [ 54 ]               |
| 17 липня 2017                     | ЗХ                   |                      | Джан Філіппо Фелічолі   | Верона               | Безкоштовно          | Оренда на 2 роки з правом викупу за €3,000,000 | [ 55 ]               |
| 18 липня 2017                     | НП                   | 9                    | Джанлука Лападула       | Дженоа               | €2,000,000           | Оренда з обов'язковим викупом за €11,000,000   | [ 56 ]               |
| 10 серпня 2017                    | НП                   |                      | Джанмарко Дзігоні       | Венеція              | Безкоштовно          | Оренда з правом викупу за €400,000             | [ 57 ]               |
| 16 серпня 2017                    | НП                   | 70                   | Карлос Бакка            | Вільярреал           | €2,500,000           | Оренда з обов'язковим викупом за €15,500,000   | [ 58 ]               |
| 31 серпня 2017                    | НП                   |                      | Антоніо Фабоцці         | Кремонезе            | Безкоштовно          |                                                | [ 59 ]               |
| 31 серпня 2017                    | ЗХ                   | 56                   | Стефан Сімич            | Кротоне              | Безкоштовно          | Після повернення з попередньої оренди          | [ 60 ]               |
| 31 серпня 2017                    | ПЗ                   |                      | Андрей Модич            | Ренде                | Безкоштовно          | Після повернення з попередньої оренди          | [ 48 ]               |
| 31 серпня 2017                    | ЗХ                   |                      | Маттія Корнаггія        | Торіно               | Безкоштовно          | Після повернення з попередньої оренди          | [ 61 ]               |
| 31 серпня 2017                    | НП                   | 94                   | Мбай Ньянг              | Торіно               | €2,000,000           | Оренда з обов'язковим викупом за €13,000,000   | [ 62 ]               |
| 8 вересня 2017                    | ПЗ                   | 23                   | Хосе Соса               | Трабзонспор          | €1,350,000           | Оренда з обов'язковим викупом за €3,400,000    | [ 63 ] [ 64 ]        |
| Гравці, у яких завершилася оренда |                      |                      |                         |                      |                      |                                                |                      |
| 1 липня 2017                      | НП                   | 7                    | Жерар Деулофеу          | Евертон              |                      |                                                |                      |
| 1 липня 2017                      | НП                   | 11                   | Лукас Окампос           | Марсель              |                      |                                                |                      |
| 1 липня 2017                      | ПЗ                   | 14                   | Матіас Фернандес        | Фіорентіна           |                      |                                                |                      |
| 1 липня 2017                      | ПЗ                   | 80                   | Маріо Пашалич           | Челсі                |                      |                                                |                      |

### Зимове трансферне вікно

#### Прийшли
| Дата                 | Поз.                 | #                    | Гравець              | Попередній клуб      | Ціна                 | Примітки                               | Джерела              |
| Повноцінні трансфери | Повноцінні трансфери | Повноцінні трансфери | Повноцінні трансфери | Повноцінні трансфери | Повноцінні трансфери | Повноцінні трансфери                   | Повноцінні трансфери |
| -------------------- | -------------------- | -------------------- | -------------------- | -------------------- | -------------------- | -------------------------------------- | -------------------- |
| 18 січня 2018        | ПЗ                   |                      | Антоніо Міонич       | Істра 1961           | Не оголошено         | Перехід до складу Мілан Прімавери      | [ 65 ]               |
| 15 березня 2018      | ПЗ                   |                      | Емануеле Торрасі     | Мілан Прімавера      | Безкоштовно          | Повноцінний контракт з першою командою | [ 66 ]               |
| 17 березня 2018      | НП                   |                      | Нетан Соареш         | Вільний агент        | Безкоштовно          | Перехід до складу Мілан Прімавери      | [ 67 ]               |

#### Пішли
| Дата                      | Поз.                 | #                    | Гравець              | Наступний клуб       | Ціна                 | Примітки                                  | Джерела              |
| Повноцінні трансфери      | Повноцінні трансфери | Повноцінні трансфери | Повноцінні трансфери | Повноцінні трансфери | Повноцінні трансфери | Повноцінні трансфери                      | Повноцінні трансфери |
| ------------------------- | -------------------- | -------------------- | -------------------- | -------------------- | -------------------- | ----------------------------------------- | -------------------- |
| 14 січня 2018             | ПЗ                   | 23                   | Хосе Соса            | Трабзонспор          | €3,400,000           | Викуп після попередньої оренди            | [ 68 ]               |
| 26 січня 2018             | ПЗ                   |                      | Андрей Модич         | Желєзнічар           | Безкоштовно          | Після повернення з попередньої оренди     | [ 68 ]               |
| 30 січня 2018             | ЗХ                   | 29                   | Габріель Палетта     | Цзянсу               | Безкоштовно          |                                           | [ 69 ]               |
| Гравці, що пішли в оренду |                      |                      |                      |                      |                      |                                           |                      |
| 30 січня 2018             | ПЗ                   | 45                   | Нікколо Дзанеллато   | Про П'яченца         | Безкоштовно          | Оренда з обов'язковим викупом за €300,000 | [ 70 ]               |
| 30 січня 2018             | ВР                   |                      | Габріел              | Емполі               | Безкоштовно          |                                           | [ 71 ]               |
| 31 січня 2018             | ЗХ                   |                      | Маттія Корнаггія     | Про П'яченца         | Безкоштовно          | Після повернення з попередньої оренди     | [ 72 ]               |

## Форма та спонсори
Цей сезон став останнім коли технічним спонсором команди була компанія Adidas, яка створювала форму для клубу протягом двадцяти років. Головним спонсором залишився авіаперевізник Emirates Airline. Домашня форма, за традицією червоно-чорна, має на меті нагадати про славу минулого та посилається, зокрема, на успіхи, досягнуті в 1950-х рр. Звідси чорний круглий виріз і центральна червона смуга. Форма складається з білих шортів з червоними та чорними смугами з боків, а також білих гетрів з червоними смугами. Виїзний комплект створено у традиційному білому кольорі та має червоні та чорні смуги з боків.
| Домашня | Виїзна | Запасна |

| Воротарська домашня | Воротарська виїзна | Воротарська запасна |

## Сезон

### Серія А

#### Турнірна таблиця
| Поз | Команда        | І  | В  | Н  | П  | ГЗ | ГП | РГ  | О  | Кваліфікація або пониження                    |
| --- | -------------- | -- | -- | -- | -- | -- | -- | --- | -- | --------------------------------------------- |
| 1   | Ювентус        | 38 | 30 | 5  | 3  | 86 | 24 | +62 | 95 | Груповий етап Ліга чемпіонів УЄФА             |
| 2   | Наполі         | 38 | 28 | 7  | 3  | 77 | 29 | +48 | 91 | Груповий етап Ліга чемпіонів УЄФА             |
| 3   | Рома           | 38 | 23 | 8  | 7  | 61 | 28 | +33 | 77 | Груповий етап Ліга чемпіонів УЄФА             |
| 4   | Інтернаціонале | 38 | 20 | 12 | 6  | 66 | 30 | +36 | 72 | Груповий етап Ліга чемпіонів УЄФА             |
| 5   | Лаціо          | 38 | 21 | 9  | 8  | 89 | 49 | +40 | 72 | Груповий етап Ліги Європи УЄФА                |
| 6   | Мілан          | 38 | 18 | 10 | 10 | 56 | 42 | +14 | 64 | Груповий етап Ліги Європи УЄФА                |
| 7   | Аталанта       | 38 | 16 | 12 | 10 | 57 | 39 | +18 | 60 | Другий кваліфікаційний раунд Ліги Європи УЄФА |

#### Статистика матчів
| Загалом | Загалом | Загалом | Загалом | Загалом | Загалом | Загалом | Загалом | Вдома | Вдома | Вдома | Вдома | Вдома | Вдома | На виїзді | На виїзді | На виїзді | На виїзді | На виїзді | На виїзді |
| І       | В       | Н       | П       | ГЗ      | ГП      | РГ      | О       | В     | Н     | П     | ГЗ    | ГП    | РГ    | В         | Н         | П         | ГЗ        | ГП        | РГ        |
| ------- | ------- | ------- | ------- | ------- | ------- | ------- | ------- | ----- | ----- | ----- | ----- | ----- | ----- | --------- | --------- | --------- | --------- | --------- | --------- |
| 38      | 18      | 10      | 10      | 56      | 42      | +14     | 64      | 10    | 5     | 4     | 25    | 16    | +9    | 8         | 5         | 6         | 31        | 26        | +5        |

Останнє оновлення: 20 травня 2018.

Джерело: Результати матчів

#### Підсумки за туром
| Тур       | 1 | 2 | 3 | 4 | 5 | 6 | 7 | 8  | 9  | 10 | 11 | 12 | 13 | 14 | 15 | 16 | 17 | 18 | 19 | 20 | 21 | 22 | 23 | 24 | 25 | 26 | 27 | 28 | 29 | 30 | 31 | 32 | 33 | 34 | 35 | 36 | 37 | 38 |
| --------- | - | - | - | - | - | - | - | -- | -- | -- | -- | -- | -- | -- | -- | -- | -- | -- | -- | -- | -- | -- | -- | -- | -- | -- | -- | -- | -- | -- | -- | -- | -- | -- | -- | -- | -- | -- |
| Поле      | Г | Д | Г | Д | Д | Г | Д | Г  | Д  | Г  | Д  | Г  | Г  | Д  | Г  | Д  | Г  | Д  | Г  | Д  | Г  | Д  | Г  | Г  | Д  | Г  | Д  | Г  | Д  | Г  | Д  | Д  | Г  | Д  | Г  | Д  | Г  | Д  |
| Результат | В | В | П | В | В | П | П | П  | Н  | В  | П  | В  | П  | Н  | Н  | В  | П  | П  | Н  | В  | В  | В  | Н  | В  | В  | В  | Н  | В  | В  | П  | Н  | Н  | Н  | П  | В  | В  | Н  | В  |
| Місце     | 3 | 4 | 7 | 5 | 4 | 6 | 7 | 10 | 11 | 8  | 8  | 7  | 7  | 7  | 8  | 7  | 8  | 11 | 10 | 11 | 7  | 7  | 8  | 7  | 7  | 7  | 7  | 6  | 6  | 6  | 6  | 6  | 6  | 7  | 7  | 6  | 6  | 6  |

#### Матчі
| 1 тур 20.08.2017 | «Кротоне»                 | 0 — 3    | «Мілан»                                                            | Кротоне                                                             |  |
| 20:45 CEST       | Чеккеріні 5' Дуссенне 90' | Протокол | Кесс'є 6' (пен.) Кутроне 9' 18' Сусо 23' Локателлі 59' Бонуччі 69' | Стадіон: «Стадіо Еціо Шида» Глядачі: 13,478 Суддя: Мауріціо Маріані |  |

| 2 тур 27.08.2017 | «Мілан»                                       | 2 — 1    | «Кальярі»          | Мілан                                                    |  |
| 20:45 CEST       | Кутроне 10' Кесс'є 55' Сусо 70' Монтоліво 89' | Протокол | Жуан Педро 18' 56' | Стадіон: «Сан-Сіро» Глядачі: 49,525 Суддя: Лука Пайретто |  |

| 3 тур 10.09.2017 | «Лаціо»                                                                | 4 — 1    | «Мілан»                       | Рим                                                              |  |
| 16:00 CEST       | Іммобіле 38' (пен.), 42', 48' Альберто 49' Лулич 58' Пароло 70', 90+3' | Протокол | Монтоліво 56' Бонавентура 88' | Стадіон: «Стадіо Олімпіко» Глядачі: 30,000 Суддя: Джанлука Роккі |  |

| 4 тур 17.09.2017 | «Мілан»                         | 2 — 1    | «Удінезе»                       | Мілан                                                  |  |
| 15:00 CEST       | Калинич 22', 31' Романьйолі 26' | Протокол | Барак 16' Лазанья 28' Самір 70' | Стадіон: «Сан-Сіро» Глядачі: 49,473 Суддя: Марко Гвіда |  |

| 5 тур 20.09.2017 | «Мілан»                                              | 2 — 0    | «СПАЛ»                       | Мілан                                                     |  |
| 15:00 CEST       | Родрігес 26' (пен.) Кесс'є 61' (пен.) Романьйолі 89' | Протокол | Ск'яттарелла 66' Ск'явон 88' | Стадіон: «Сан-Сіро» Глядачі: 45,343 Суддя: Розаріо Абіссо |  |

| 6 тур 24.09.2017 | «Сампдорія»               | 2 — 0    | «Мілан»                    | Генуя                                                                 |  |
| 12:30 CEST       | Сапата 72' Альварес 90+1' | Протокол | Доннарумма 72' Бонуччі 83' | Стадіон: «Стадіо Луїджі Ферраріс» Глядачі: 21,896 Суддя: Паоло Валері |  |

| 7 тур 01.10.2017 | «Мілан»                       | 0 — 2    | «Рома»                     | Мілан                                                 |  |
| 18:00 CEST       | Чалханоглу 33', 80' Білья 62' | Протокол | Джеко 51' 72' Флоренці 77' | Стадіон: «Сан-Сіро» Глядачі: 61,698 Суддя: Лука Банті |  |

| 8 тур 15.10.2018 | «Інтернаціонале»                                                                               | 3 — 2    | «Мілан»                                                  | Мілан                                                       |  |
| 15:00 CEST       | Міранда 15' Весіно 25' Ікарді 28', 63', 90' (пен.) 90+1' Гальярдіні 66' Перишич 79' Едер 90+4' | Протокол | Романьйолі 22' Сусо 56' Ханданович 81' (аг) Родрігес 89' | Стадіон: «Сан-Сіро» Глядачі: 78,328 Суддя: Паоло Тальявенто |  |

| 9 тур 22.10.2018 | «Мілан»     | 0 — 0    | «Дженоа»                  | Мілан                                                       |  |
| 15:00 CEST       | Бонуччі 25' | Протокол | Зуканович 40' Таарабт 61' | Стадіон: «Сан-Сіро» Глядачі: 47,219 Суддя: П'єро Джакомеллі |  |

| 10 тур 25.10.2018 | «К'єво»                             | 1 — 4    | «Мілан»                                                                        | Верона                                                                        |  |
| 20:45 CEST        | Гетемай 14' Бірса 61' Меджоріні 83' | Протокол | Боріні 12' Сусо 36' Цесар 42' (аг) Чалханоглу 55' 69' Калинич 64' Мусаккіо 65' | Стадіон: «Стадіо Маркантоніо Бентегоді» Глядачі: 15,000 Суддя: Марко Ді Белло |  |

| 11 тур 28.10.2017 | «Мілан»                 | 0 — 2    | «Ювентус»       | Мілан                                                   |  |
| 18:00 CET         | Кесс'є 32' Сапата 90+1' | Протокол | Ігуаїн 23', 63' | Стадіон: «Сан-Сіро» Глядачі: 78,328 Суддя: Паоло Валері |  |

| 12 тур 05.11.2017 | «Сассуоло»                 | 0 — 2    | «Мілан»                                                 | Сассуоло                                                                             |  |
| 20:45 CET         | Ачербі 45+3' Міссіролі 89' | Протокол | Романьйолі 39' 45+3' Бонуччі 55' Монтоліво 64' Сусо 67' | Стадіон: «Стадіо Мапеі - Чітта дель Тріколоре» Глядачі: 12,683 Суддя: Антоніо Дамато |  |

| 13 тур 18.11.2017 | «Наполі»                                              | 2 — 1    | «Мілан»                    | Неаполь                                                    |  |
| 20:45 CET         | Інсіньє 33' Зелінський 73' Аллан 90+4' Альбіоль 90+5' | Протокол | Боріні 5' Романьйолі 90+1' | Стадіон: «Сан-Паоло» Глядачі: 36,557 Суддя: Даніеле Довері |  |

| 14 тур 26.11.2017 | «Мілан» | 0 — 0    | «Торіно»                | Мілан                                                          |  |
| 15:00 CET         |         | Протокол | Бурдіссо 43' Рінкон 62' | Стадіон: «Сан-Сіро» Глядачі: 53,923 Суддя: Массіміліано Ірраті |  |

| 15 тур 03.12.2017 | «Беневенто»                                                             | 2 — 2    | «Мілан»                                                                             | Неаполь                                                                   |  |
| 12:30 CET         | Катальді 29' Пушкаш 50' ді К'яра 54' Бріньйолі 90+5' Д'Алессандро 90+6' | Протокол | Романьйолі 24', 75' Бонавентура 38' Калинич 57' Родрігес 71' Кесс'є 89' Абате 90+4' | Стадіон: «Стадіон Чіро Віджоріто» Глядачі: 15,710 Суддя: Мауріціо Маріані |  |

| 16 тур 10.12.2017 | «Мілан»              | 2 — 1    | «Болонья» | Мілан                                                  |  |
| 20:45 CET         | Бонавентура 10', 76' | Протокол | Верді 23' | Стадіон: «Сан-Сіро» Глядачі: 39,504 Суддя: Марко Гвіда |  |

| 17 тур 17.12.2017 | «Верона»                                                            | 3 — 0    | «Мілан»                                | Верона                                                                        |  |
| 12:30 CET         | Караччоло 24' Сукуліні 35' Кен 55' Бюхель 59' Ніколас 65' Бесса 77' | Протокол | Боріні 45+3' Романьйолі 49' Сусо 90+1' | Стадіон: «Стадіо Маркантоніо Бентегоді» Глядачі: 19,439 Суддя: Даніеле Орсато |  |

| 18 тур 23.12.2017 | «Мілан»                | 0 — 2    | «Аталанта»               | Мілан                                                     |  |
| 18:00 CET         | Кутроне 31' Кесс'є 40' | Протокол | Крістанте 32' Іличич 71' | Стадіон: «Сан-Сіро» Глядачі: 45,746 Суддя: Мікаель Фаббрі |  |

| 19 тур 23.12.2017 | «Фіорентіна»           | 1 — 1    | «Мілан»                       | Флоренція                                                           |  |
| 12:30 CET         | Сімеоне 71' Верету 82' | Протокол | Романьйолі 32' Чалханоглу 74' | Стадіон: «Стадіо Луїджі Ферраріс» Глядачі: 30,213 Суддя: Лука Банті |  |

| 20 тур 06.01.2018 | «Мілан»                             | 1 — 0    | «Кротоне»                     | Мілан                                                    |  |
| 18:00 CET         | Білья 45' Бонуччі 54' Калинич 90+4' | Протокол | Мандрагора 20' Мартелла 90+3' | Стадіон: «Сан-Сіро» Глядачі: 42,533 Суддя: Фабіо Мареска |  |

| 21 тур 21.01.2018 | «Кальярі»                                                   | 1 — 2    | «Мілан»                                                       | Кальярі                                                      |  |
| 18:00 CET         | Барелла 8' 65', 88' Дейола 72' Паволетті 81' Чигарині 90+4' | Протокол | Калинич 27' Кесс'є 36' (пен.), 42' Сусо 45' Родрігес 56', 80' | Стадіон: «Сарденья Арена» Глядачі: 15,235 Суддя: Марко Гвіда |  |

| 22 тур 28.01.2018 | «Мілан»                                             | 2 — 1    | «Лаціо»                                                                       | Мілан                                                          |  |
| 18:00 CET         | Кутроне 15' Бонавентура 44' Антонеллі 65' Абате 86' | Протокол | Марушич 20' 28' Раду 25' Милинкович-Савич 41' Лулич 51' Баштуш 85' Пароло 90' | Стадіон: «Сан-Сіро» Глядачі: 50,822 Суддя: Массіміліано Ірраті |  |

| 23 тур 04.02.2018 | «Удінезе»                                 | 1 — 1    | «Мілан»                   | Удіне                                                                |  |
| 15:00 CET         | Ларсен 33' Доннарумма 76' (аг) Даніло 85' | Протокол | Сусо 9' Калабрія 41', 68' | Стадіон: «Стадіо Фріулі» Глядачі: 23,758 Суддя: Джанлука Манджаньєло |  |

| 24 тур 10.02.2018 | «СПАЛ»                                   | 0 — 4    | «Мілан»                                                         | Феррара                                                        |  |
| 15:00 CET         | Шимич 30' Маттіелло 51' Ск'яттарелла 70' | Протокол | Кутроне 2', 65' Кесс'є 17' Білья 40' 73' Бонуччі 81' Боріні 90' | Стадіон: «Паоло Мацца» Глядачі: 13,000 Суддя: Мауріціо Маріані |  |

| 25 тур 18.02.2018 | «Мілан»             | 1 — 0    | «Сампдорія»                       | Мілан                                                     |  |
| 20:45 CET         | Бонавентура 13' 71' | Протокол | Лінетти 40' Феррарі 31' Верре 79' | Стадіон: «Сан-Сіро» Глядачі: 46,594 Суддя: Даніеле Довері |  |

| 26 тур 25.02.2018 | «Рома» | 0 — 2    | «Мілан»                  | Рим                                                               |  |
| 20:45 CET         |        | Протокол | Кутроне 48' Калабрія 74' | Стадіон: «Стадіо Олімпіко» Глядачі: 42,537 Суддя: Паоло Мадзолені |  |

| 28 тур 11.03.2018 | «Дженоа»       | 0 — 1    | «Мілан»     | Генуя                                                                   |  |
| 18:00 CET         | Бертолаччі 79' | Протокол | Сілва 90+4' | Стадіон: «Стадіо Луїджі Ферраріс» Глядачі: 20,004 Суддя: Мікаель Фаббрі |  |

| 29 тур 18.03.2018 | «Мілан»                                                       | 3 — 2    | «К'єво»                                                                                     | Мілан                                                       |  |
| 18:00 CET         | Чалханоглу 10' 47' Кесс'є 44' Кутроне 52' Білья 74' Сілва 82' | Протокол | Депаолі 17' Стемпінський 33' 77' Інглезе 34' Ярошинський 55' Джаккеріні 61' Каччаторе 90+4' | Стадіон: «Сан-Сіро» Глядачі: 49,701 Суддя: Мауріціо Маріані |  |

| 30 тур 31.03.2018 | «Ювентус»                                     | 3 — 1    | «Мілан»                                          | Турин                                                             |  |
| 20:45 CET         | Дибала 8' Бенатія 38' Куадрадо 79' Хедіра 87' | Протокол | Бонуччі 28' Родрігес 39' Білья 52' Монтоліво 82' | Стадіон: «Ювентус Стедіум» Глядачі: 41,156 Суддя: Паоло Мадзолені |  |

| 27 тур 04.04.2018 | «Мілан»  | 0 — 0    | «Інтернаціонале»                                 | Мілан                                                     |  |
| 18:30 CEST        | Сусо 77' | Протокол | Канселу 21' Перишич 57' Шкриняр 58' Кандрева 71' | Стадіон: «Сан-Сіро» Глядачі: 77,512 Суддя: Марко Ді Белло |  |

| 31 тур 08.04.2018 | «Мілан»                                         | 1 — 1    | «Сассуоло»                              | Мілан                                                    |  |
| 20:45 CEST        | Кесс'є 22' Мусаккіо 74' Бонуччі 81' Калинич 86' | Протокол | Рожеріо 29' Маццітеллі 36' Політано 75' | Стадіон: «Сан-Сіро» Глядачі: 43,140 Суддя: Лука Пайретто |  |

| 32 тур 15.04.2018 | «Мілан»                     | 0 — 0    | «Наполі»               | Мілан                                                 |  |
| 20:45 CEST        | Сапата 55' Чалханоглу 90+1' | Протокол | Хюсай 64' Кулібалі 90' | Стадіон: «Сан-Сіро» Глядачі: 65,786 Суддя: Лука Банті |  |

| 33 тур 18.04.2018 | «Торіно»                                            | 1 — 1    | «Мілан»                                      | Турин                                                                |  |
| 20:45 CEST        | Де Сільвестрі 25', 90+3' 70' Рінкон 42' Базеллі 71' | Протокол | Бонавентура 9' 45' Кутроне 79' Локателлі 88' | Стадіон: «Олімпійський стадіон» Глядачі: 24,264 Суддя: Фабіо Мареска |  |

| 34 тур 21.04.2018 | «Мілан»                    | 0 — 1    | «Беневенто»                                             | Мілан                                                       |  |
| 20:45 CEST        | Локателлі 82' Кесс'є 90+4' | Протокол | Ієммелло 29' Санья 59' Діабате 75', 80' Паріджіні 90+4' | Стадіон: «Сан-Сіро» Глядачі: 47,655 Суддя: Мауріціо Маріані |  |

| 35 тур 29.04.2018 | «Болонья»              | 1 — 2    | «Мілан»                                        | Болонья                                                            |  |
| 25:00 CEST        | Мазіна 52' Де Майо 74' | Протокол | Локателлі 23' Чалханоглу 34' Бонавентура 45+1' | Стадіон: «Ренато Даль'Ара» Глядачі: 24,263 Суддя: П'єро Джакомеллі |  |

| 36 тур 05.05.2018 | «Мілан»                                             | 4 — 1    | «Верона»     | Мілан                                                   |  |
| 18:00 CEST        | Чалханоглу 10' Кутроне 32' Абате 49' Боріні 70' 89' | Протокол | Лі Син У 85' | Стадіон: «Сан-Сіро» Глядачі: 49,644 Суддя: Фабіо Паскуа |  |

| 37 тур 13.05.2018 | «Аталанта»                                                         | 1 — 1    | «Мілан»                                                                                                | Бергамо                                                                      |  |
| 18:00 CEST        | Масіелло 13' 90+2' де Рон 28' Толой 64', 65' Гозенс 73' Іличич 86' | Протокол | Абате 17' Калинич 32' Кесс'є 60' Чалханоглу 66' Романьйолі 69' Монтоліво 75' Боріні 87' Доннарумма 90' | Стадіон: «Стадіо Атлеті Адзуррі д'Італія» Глядачі: 19,833 Суддя: Марко Гвіда |  |

| 38 тур 20.05.2018 | «Мілан»                                                                    | 5 — 1    | «Фіорентіна»             | Мілан                                                     |  |
| 18:00 CEST        | Чалханоглу 23' 34' Кесс'є 26' Кутроне 41', 59' Калинич 49' Бонавентура 76' | Протокол | Сімеоне 20' Песселья 22' | Стадіон: «Сан-Сіро» Глядачі: 56,968 Суддя: Мікаель Фаббрі |  |

### Кубок Італії
| 1/8 фіналу 13.12.2017 | «Мілан»                             | 3 — 0    | «Верона»     | Мілан                                                        |  |
| 20:45 CET             | Сусо 23' Романьйолі 30' Кутроне 55' | Протокол | Сукуліні 16' | Стадіон: «Сан-Сіро» Глядачі: 9,263 Суддя: Клаудіо Гавіллуччі |  |

| Чвертьфінал 27.12.2017 | «Мілан»                                   | 1 — 0 (д.ч.) | «Інтернаціонале»                    | Мілан                                                  |  |
| 20:45 CET              | Локателлі 16' Білья 20' Кутроне 104' 104' | Протокол     | Шкриняр 72' Весіно 111' Валеро 116' | Стадіон: «Сан-Сіро» Глядачі: 48,721 Суддя: Марко Гвіда |  |

| Півфінал (перший матч) 31.01.2018 | «Мілан»    | 0 — 0    | «Лаціо»  | Мілан                                                  |  |
| 20:45 CET                         | Боріні 21' | Протокол | Раду 27' | Стадіон: «Сан-Сіро» Глядачі: 17,724 Суддя: Марко Гвіда |  |

| Півфінал (другий матч) 28.02.2018                                             | «Лаціо»                                       | 0 — 0 (0 — 0 заг.) (4 —5 пен.)                                                  | «Мілан»                                | Рим                                                              |  |
| 20:45 CET                                                                     | Марушич 90+2' Раду 103' Милинкович-Савич 103' | Протокол                                                                        | Кесс'є 38' Романьйолі 57' Калабрія 73' | Стадіон: «Стадіо Олімпіко» Глядачі: 40,000 Суддя: Джанлука Роккі |  |
|                                                                               |                                               | Пенальті                                                                        |                                        |                                                                  |  |
| Іммобіле · Милинкович-Савич · Лейва · Пароло · Андерсон · Лулич · Луїс Феліпе |                                               | Родрігес · Монтоліво · Бонавентура · Боріні · Бонуччі · Чалханоглу · Романьйолі |                                        |                                                                  |  |

| Фінал 09.05.2018 | «Ювентус»                                       | 4 — 0    | «Мілан»      | Рим                                                              |  |
| 21:00 CET        | Бенатія 56', 64' Коста 61' 62' Калинич 76' (аг) | Протокол | Калабрія 73' | Стадіон: «Стадіо Олімпіко» Глядачі: 66,400 Суддя: Антоніо Дамато |  |

### Ліга Європи

#### Кваліфікація

##### Третій раунд
| Перший матч 27.07.2017 | «КС Університатя» | 0 — 1    | «Мілан»                 | Крайова                                                               |  |
| 20:00 CEST             | Бріцаг 90+2'      | Протокол | Родрігес 44' Кесс'є 77' | Стадіон: «Муніципальний стадіон» Глядачі: 14,438 Суддя: Халіс Озках'я |  |

| Другий матч 03.08.2017 | «Мілан»                                            | 2 — 0 (3 — 0 заг.) | «КС Університатя» | Мілан                                                   |  |
| 20:45 CEST             | Бонавентура 9' Родрігес 45' Кутроне 52' Сапата 62' | Протокол           | Белуце 49'        | Стадіон: «Сан-Сіро» Глядачі: 65,763 Суддя: Нікола Попов |  |

##### Плей-оф
| Перший матч 17.08.2017 | «Мілан»                                                                    | 6 — 0    | «Шкендія»  | Мілан                                                     |  |
| 20:45 CEST             | Сілва 13', 28' Монтоліво 25', 85' Боріні 67' Антонеллі 69' Бонавентура 84' | Протокол | Цуцулі 54' | Стадіон: «Сан-Сіро» Глядачі: 40,613 Суддя: Гаральд Лехнер |  |

| Другий матч 24.08.2017 | «Шкендія» | 0 — 1 (0 — 7 заг.) | «Мілан»                               | Скоп'є                                                      |  |
| 20:45 CEST             |           | Протокол           | Кутроне 13' Романьйолі 23' Сапата 31' | Стадіон: «Тоше Проескі» Глядачі: 25,600 Суддя: Іштван Ковач |  |

#### Груповий етап
| Команда | І | В | Н | П | ЗМ | ПМ | РМ | О  |
| ------- | - | - | - | - | -- | -- | -- | -- |
| Мілан   | 6 | 3 | 2 | 1 | 13 | 6  | +7 | 11 |
| АЕК     | 6 | 1 | 5 | 0 | 6  | 5  | +1 | 8  |
| Рієка   | 6 | 2 | 1 | 3 | 11 | 12 | −1 | 7  |
| Аустрія | 6 | 1 | 2 | 3 | 19 | 16 | +3 | 5  |

|         | МІЛ | АУС | РІЄ | АЕК |
| ------- | --- | --- | --- | --- |
| Мілан   | —   | 5:1 | 3:2 | 0:0 |
| Аустрія | 1:5 | —   | 1:3 | 0:0 |
| Рієка   | 2:0 | 1:4 | —   | 1:2 |
| АЕК     | 0:0 | 2:2 | 2:2 | —   |

| 1 тур 14.09.2017 | «Аустрія»               | 1 — 5    | «Мілан»                                               | Відень                                                                  |  |
| 19:00 CEST       | Боркович 47' Кадірі 58' | Протокол | Чалханоглу 7' Сілва 10', 20', 56' Кесс'є 37' Сусо 63' | Стадіон: «Ернст-Гаппель-Штадіон» Глядачі: 31,409 Суддя: Сердар Гезюбююк |  |

| 2 тур 28.09.2017 | «Мілан»                              | 3 — 2    | «Рієка»                                     | Мілан                                                     |  |
| 21:05 CEST       | Сілва 14' Мусаккіо 53' Кутроне 90+4' | Протокол | Брадарич 43' Елез 82' 90' (пен.) Акості 84' | Стадіон: «Сан-Сіро» Глядачі: 23,917 Суддя: Орел Грінфельд |  |

| 3 тур 19.10.2017 | «Мілан»       | 0 — 0    | «АЕК»                              | Мілан                                                     |  |
| 21:05 CEST       | Локателлі 37' | Протокол | Сімойнш 28' Манталос 73' Лівая 79' | Стадіон: «Сан-Сіро» Глядачі: 20,812 Суддя: Андреас Екберг |  |

| 4 тур 02.11.2017 | «АЕК»     | 0 — 0    | «Мілан»                    | Афіни                                                      |  |
| 19:00 CET        | Чосич 58' | Протокол | Мусаккіо 18' Локателлі 41' | Стадіон: «Олімпійський» Глядачі: 40,538 Суддя: Жорже Соуза |  |

| 5 тур 23.11.2017 | «Мілан»                                                     | 5 — 1    | «Аустрія»                   | Мілан                                                       |  |
| 21:05 CET        | Мусаккіо 23' Родрігес 27' Сілва 36', 70' Кутроне 42', 90+3' | Протокол | Моншайн 21' 54' Саламон 35' | Стадіон: «Сан-Сіро» Глядачі: 17,932 Суддя: Андріс Трейманіс |  |

| 6 тур 07.12.2017 | «Рієка»                            | 2 — 0    | «Мілан»                               | Рієка                                               |  |
| 19:00 CET        | Пульїч 7' Малеш 43' Гавранович 47' | Протокол | Сілва 32' Антонеллі 66' Локателлі 78' | Стадіон: «Руєвіца» Глядачі: 8,021 Суддя: Іштван Вад |  |

#### Плей-оф

##### 1/16 фіналу
| Перший матч 15.02.2018 | «Лудогорець» | 0 — 3    | «Мілан»                                               | Разград                                                        |  |
| 19:00 CET              | Лукокі 39'   | Протокол | Абате 5' Кутроне 45' Родрігес 64' (пен.) Боріні 90+2' | Стадіон: «Хювефарма Арена» Глядачі: 7,887 Суддя: Милорад Мажич |  |

| Другий матч 22.02.2018 | «Мілан»                | 1 — 0 (4 — 0 заг.) | «Лудогорець»    | Мілан                                                                |  |
| 21:05 CET              | Боріні 21' Бонуччі 86' | Протокол           | Гуральський 70' | Стадіон: «Сан-Сіро» Глядачі: 17,453 Суддя: Альберто Ундіано Мальєнко |  |

##### 1/8 фіналу
| Перший матч 08.03.2018 | «Мілан» | 0 — 2    | «Арсенал»                                   | Мілан                                                    |  |
| 19:00 CET              |         | Протокол | Мхітарян 15' Ремзі 45+4' 71' Колашинаць 60' | Стадіон: «Сан-Сіро» Глядачі: 72,821 Суддя: Клеман Тюрпен |  |

| Другий матч 15.03.2018 | «Арсенал»                                       | 3 — 1 (5 — 1 заг.) | «Мілан»                                                          | Лондон                                                   |  |
| 21:05 CET              | Велбек 39' (пен.), 86' Монреаль 45+2' Джака 71' | Протокол           | Чалханоглу 35' Доннарумма 39' Романьйолі 42' Боріні 42' Сусо 61' | Стадіон: «Емірейтс» Глядачі: 58,973 Суддя: Юнас Ерікссон |  |

## Статистика

### Статистика сезону
| Турнір           | Очки | Вдома | Вдома | Вдома | Вдома | Вдома | Вдома | На виїзді | На виїзді | На виїзді | На виїзді | На виїзді | На виїзді | Загалом | Загалом | Загалом | Загалом | Загалом | Загалом | РГ  |
| Турнір           | Очки | І     | В     | Н     | П     | ГЗ    | ГП    | І         | В         | Н         | П         | ГЗ        | ГП        | І       | В       | Н       | П       | ГЗ      | ГП      | РГ  |
| ---------------- | ---- | ----- | ----- | ----- | ----- | ----- | ----- | --------- | --------- | --------- | --------- | --------- | --------- | ------- | ------- | ------- | ------- | ------- | ------- | --- |
| Серія A          | 64   | 19    | 10    | 5     | 4     | 25    | 16    | 19        | 8         | 5         | 6         | 31        | 26        | 38      | 18      | 10      | 10      | 56      | 42      | +14 |
| Кубок Італії     | -    | 3     | 2     | 1     | 0     | 4     | 0     | 1         | 0         | 1         | 0         | 0         | 0         | 5       | 2       | 2       | 1       | 4       | 4       | 0   |
| Ліга Європи УЄФА | 11   | 7     | 5     | 1     | 1     | 17    | 5     | 7         | 4         | 1         | 2         | 11        | 6         | 14      | 9       | 2       | 3       | 28      | 11      | +17 |
| Загалом          | -    | 29    | 17    | 7     | 5     | 46    | 21    | 27        | 12        | 7         | 8         | 42        | 32        | 57      | 29      | 14      | 14      | 88      | 57      | +31 |

### Матчі та голи
| №.                          | Поз.     | Нац.        | Гравець               | Всього   | Всього   | Серія А  | Серія А  | Кубок Італії | Кубок Італії | Ліга Європи УЄФА | Ліга Європи УЄФА |          |          |          |          |
| №.                          | Поз.     | Нац.        | Гравець               | Ігор     | Голів    | Ігор     | Голів    | Ігор         | Голів        | Ігор             | Голів            |          |          |          |          |
| Воротарі                    | Воротарі | Воротарі    | Воротарі              | Воротарі | Воротарі | Воротарі | Воротарі | Воротарі     | Воротарі     | Воротарі         | Воротарі         | Воротарі | Воротарі | Воротарі | Воротарі |
| --------------------------- | -------- | ----------- | --------------------- | -------- | -------- | -------- | -------- | ------------ | ------------ | ---------------- | ---------------- | -------- | -------- | -------- | -------- |
| 30                          | ВР       | Італія      | Марко Сторарі         | 2        | -2       | 0        | 0        | 0            | 0            | 2                | -2               |          |          |          |          |
| 90                          | ВР       | Італія      | Антоніо Доннарумма    | 2        | 0        | 0        | 0        | 1            | 0            | 1                | 0                |          |          |          |          |
| 99                          | ВР       | Італія      | Джанлуїджі Доннарумма | 53       | -55      | 38       | -42      | 4            | -4           | 11               | -9               |          |          |          |          |
| Захисники                   |          |             |                       |          |          |          |          |              |              |                  |                  |          |          |          |          |
| 2                           | ЗХ       | Італія      | Давіде Калабрія       | 30       | 1        | 18+3     | 1        | 3+1          | 0            | 5                | 0                |          |          |          |          |
| 12                          | ЗХ       | Італія      | Андреа Конті          | 5        | 0        | 2        | 0        | 0            | 0            | 2+1              | 0                |          |          |          |          |
| 13                          | ЗХ       | Італія      | Алессіо Романьйолі    | 42       | 3        | 27+1     | 2        | 5            | 1            | 9                | 0                |          |          |          |          |
| 15                          | ЗХ       | Парагвай    | Густаво Гомес         | 1        | 0        | 0        | 0        | 0            | 0            | 0+1              | 0                |          |          |          |          |
| 17                          | ЗХ       | Колумбія    | Крістіан Сапата       | 20       | 0        | 11+1     | 0        | 0            | 0            | 8                | 0                |          |          |          |          |
| 19                          | ЗХ       | Італія      | Леонардо Бонуччі      | 51       | 2        | 35       | 2        | 5            | 0            | 10+1             | 0                |          |          |          |          |
| 20                          | ЗХ       | Італія      | Іньяціо Абате         | 27       | 1        | 11+6     | 1        | 2            | 0            | 5+3              | 0                |          |          |          |          |
| 22                          | ЗХ       | Аргентина   | Матео Мусаккіо        | 22       | 2        | 12+3     | 1        | 0            | 0            | 6+1              | 1                |          |          |          |          |
| 31                          | ЗХ       | Італія      | Лука Антонеллі        | 13       | 1        | 1+5      | 0        | 0+1          | 0            | 4+2              | 1                |          |          |          |          |
| 68                          | ЗХ       | Швейцарія   | Рікардо Родрігес      | 47       | 4        | 34       | 1        | 4            | 0            | 8+1              | 3                |          |          |          |          |
| Півзахисники                |          |             |                       |          |          |          |          |              |              |                  |                  |          |          |          |          |
| 4                           | ПЗ       | Італія      | Хосе Маурі            | 4        | 0        | 0+1      | 0        | 0            | 0            | 1+2              | 0                |          |          |          |          |
| 5                           | ПЗ       | Італія      | Джакомо Бонавентура   | 47       | 9        | 30+3     | 8        | 5            | 0            | 5+4              | 1                |          |          |          |          |
| 10                          | ПЗ       | Туреччина   | Хакан Чалханоглу      | 45       | 8        | 26+5     | 6        | 2+2          | 0            | 9+1              | 2                |          |          |          |          |
| 18                          | ПЗ       | Італія      | Ріккардо Монтоліво    | 26       | 3        | 12+6     | 1        | 1+2          | 0            | 5                | 2                |          |          |          |          |
| 21                          | ПЗ       | Аргентина   | Лукас Білья           | 37       | 1        | 24+4     | 1        | 3+1          | 0            | 5                | 0                |          |          |          |          |
| 46                          | ПЗ       | Італія      | Маттео Габбія         | 1        | 0        | 0        | 0        | 0            | 0            | 0+1              | 0                |          |          |          |          |
| 57                          | ПЗ       | Італія      | Емануеле Торрасі      | 1        | 0        | 0+1      | 0        | 0            | 0            | 0                | 0                |          |          |          |          |
| 73                          | ПЗ       | Італія      | Мануель Локателлі     | 34       | 0        | 5+17     | 0        | 3            | 0            | 7+2              | 0                |          |          |          |          |
| 79                          | ПЗ       | Кот-д'Івуар | Франк Кесс'є          | 54       | 5        | 37       | 5        | 5            | 0            | 10+2             | 0                |          |          |          |          |
| Нападники                   |          |             |                       |          |          |          |          |              |              |                  |                  |          |          |          |          |
| 7                           | НП       | Хорватія    | Никола Калинич        | 41       | 6        | 20+11    | 6        | 2+2          | 0            | 1+5              | 0                |          |          |          |          |
| 8                           | НП       | Іспанія     | Сусо                  | 50       | 8        | 33+2     | 6        | 5            | 1            | 6+4              | 1                |          |          |          |          |
| 9                           | НП       | Португалія  | Андре Сілва           | 40       | 10       | 7+17     | 2        | 1+1          | 0            | 10+4             | 8                |          |          |          |          |
| 11                          | НП       | Італія      | Фабіо Боріні          | 44       | 5        | 19+10    | 2        | 1+3          | 0            | 7+4              | 3                |          |          |          |          |
| 27                          | НП       | Італія      | Рікардо Форте         | 1        | 0        | 0        | 0        | 0            | 0            | 0+1              | 0                |          |          |          |          |
| 63                          | НП       | Італія      | Патрік Кутроне        | 46       | 18       | 17+11    | 10       | 3+2          | 2            | 12+1             | 6                |          |          |          |          |
| Гравці, що залишили команду |          |             |                       |          |          |          |          |              |              |                  |                  |          |          |          |          |
| 29                          | ЗХ       | Італія      | Габріель Палетта      | 1        | 0        | 0        | 0        | 0            | 0            | 1                | 0                |          |          |          |          |
| 45                          | ПЗ       | Італія      | Нікколо Дзанеллато    | 2        | 0        | 0        | 0        | 0            | 0            | 2                | 0                |          |          |          |          |
| 94                          | НП       | Сенегал     | Мбай Ньянг            | 2        | 0        | 0        | 0        | 0            | 0            | 2                | 0                |          |          |          |          |

Джерело: Матчі сезону

### Бомбардири
| №       | Позиція | Номер   | Гравець             | Серія А | Кубок Італії | Ліга Європи УЄФА | Загалом |
| ------- | ------- | ------- | ------------------- | ------- | ------------ | ---------------- | ------- |
| 1       | НП      | 63      | Патрік Кутроне      | 10      | 2            | 6                | 18      |
| 2       | НП      | 9       | Андре Сілва         | 2       | 0            | 8                | 10      |
| 3       | ПЗ      | 5       | Джакомо Бонавентура | 8       | 0            | 1                | 9       |
| 4       | НП      | 8       | Сусо                | 6       | 1            | 1                | 8       |
| 4       | ПЗ      | 10      | Хакан Чалханоглу    | 6       | 0            | 2                | 8       |
| 6       | НП      | 7       | Никола Калинич      | 6       | 0            | 0                | 6       |
| 7       | НП      | 11      | Фабіо Боріні        | 2       | 0            | 3                | 5       |
| 7       | ПЗ      | 79      | Франк Кесс'є        | 5       | 0            | 0                | 5       |
| 9       | ЗХ      | 68      | Рікардо Родрігес    | 1       | 0            | 3                | 4       |
| 10      | ЗХ      | 13      | Алессіо Романьйолі  | 2       | 1            | 0                | 3       |
| 10      | ПЗ      | 18      | Ріккардо Монтоліво  | 1       | 0            | 2                | 3       |
| 12      | ЗХ      | 19      | Леонардо Бонуччі    | 2       | 0            | 0                | 2       |
| 13      | ЗХ      | 2       | Давіде Калабрія     | 1       | 0            | 0                | 1       |
| 13      | ЗХ      | 20      | Іньяціо Абате       | 1       | 0            | 0                | 1       |
| 13      | ПЗ      | 21      | Лукас Білья         | 1       | 0            | 0                | 1       |
| 13      | ЗХ      | 22      | Матео Мусаккіо      | 0       | 0            | 1                | 1       |
| 13      | ЗХ      | 31      | Лука Антонеллі      | 0       | 0            | 1                | 1       |
| Автогол | Автогол | Автогол | Автогол             | 2       | 0            | 0                | 2       |
| Загалом | Загалом | Загалом | Загалом             | 56      | 4            | 28               | 88      |

### Сухі матчі
| No.     | Номер   | Гравець               | Серія А | Кубок Італії | Ліга Європи УЄФА | Загалом |
| ------- | ------- | --------------------- | ------- | ------------ | ---------------- | ------- |
| 1       | 99      | Джанлуїджі Доннарумма | 12      | 3            | 6                | 21      |
| 2       | 90      | Антоніо Доннарумма    | 0       | 1            | 1                | 2       |
| 3       | 30      | Марко Сторарі         | 0       | 0            | 1                | 1       |
| Загалом | Загалом | Загалом               | 12      | 4            | 8                | 24      |

### Дисциплінарні порушення
| No.     | Позиція | Гравець               | Серія А | Серія А      | Серія А | Кубок Італії | Кубок Італії | Кубок Італії | Ліга Європи УЄФА | Ліга Європи УЄФА | Ліга Європи УЄФА | Загалом | Загалом      | Загалом |
| No.     | Позиція | Гравець               | ЖК      | YK · YK · RK | RK      | ЖК           | YK · YK · RK | RK           | ЖК               | YK · YK · RK     | RK               | ЖК      | YK · YK · RK | RK      |
| ------- | ------- | --------------------- | ------- | ------------ | ------- | ------------ | ------------ | ------------ | ---------------- | ---------------- | ---------------- | ------- | ------------ | ------- |
| 2       | ЗХ      | Давіде Калабрія       | 0       | 1            | 0       | 2            | 0            | 0            | 0                | 0                | 0                | 2       | 1            | 0       |
| 5       | ПЗ      | Джакомо Бонавентура   | 3       | 0            | 0       | 0            | 0            | 0            | 1                | 0                | 0                | 4       | 0            | 0       |
| 7       | НП      | Никола Калинич        | 3       | 0            | 0       | 0            | 0            | 0            | 0                | 0                | 0                | 3       | 0            | 0       |
| 8       | НП      | Сусо                  | 2       | 0            | 1       | 0            | 0            | 0            | 1                | 0                | 0                | 3       | 0            | 1       |
| 9       | НП      | Андре Сілва           | 0       | 0            | 0       | 0            | 0            | 0            | 1                | 0                | 0                | 1       | 0            | 0       |
| 10      | ПЗ      | Хакан Чалханоглу      | 5       | 1            | 0       | 0            | 0            | 0            | 0                | 0                | 0                | 5       | 1            | 0       |
| 11      | НП      | Фабіо Боріні          | 5       | 0            | 0       | 1            | 0            | 0            | 1                | 0                | 0                | 7       | 0            | 0       |
| 13      | ЗХ      | Алессіо Романьйолі    | 7       | 1            | 0       | 1            | 0            | 0            | 2                | 0                | 0                | 10      | 1            | 0       |
| 17      | ЗХ      | Крістіан Сапата       | 2       | 0            | 0       | 0            | 0            | 0            | 2                | 0                | 0                | 4       | 0            | 0       |
| 18      | ПЗ      | Ріккардо Монтоліво    | 3       | 0            | 1       | 0            | 0            | 0            | 0                | 0                | 0                | 3       | 0            | 1       |
| 19      | ЗХ      | Леонардо Бонуччі      | 5       | 0            | 1       | 0            | 0            | 0            | 1                | 0                | 0                | 6       | 0            | 1       |
| 20      | ЗХ      | Іньяціо Абате         | 3       | 0            | 0       | 0            | 0            | 0            | 1                | 0                | 0                | 4       | 0            | 0       |
| 21      | ПЗ      | Лукас Білья           | 5       | 0            | 0       | 1            | 0            | 0            | 0                | 0                | 0                | 6       | 0            | 0       |
| 22      | ЗХ      | Матео Мусаккіо        | 2       | 0            | 0       | 0            | 0            | 0            | 2                | 0                | 0                | 4       | 0            | 0       |
| 31      | ЗХ      | Лука Антонеллі        | 1       | 0            | 0       | 0            | 0            | 0            | 1                | 0                | 0                | 2       | 0            | 0       |
| 63      | НП      | Патрік Кутроне        | 3       | 0            | 0       | 0            | 0            | 0            | 0                | 0                | 0                | 3       | 0            | 0       |
| 68      | ЗХ      | Рікардо Родрігес      | 3       | 1            | 0       | 0            | 0            | 0            | 1                | 0                | 0                | 4       | 1            | 0       |
| 73      | ПЗ      | Мануель Локателлі     | 4       | 0            | 0       | 1            | 0            | 0            | 3                | 0                | 0                | 8       | 0            | 0       |
| 79      | ПЗ      | Франк Кесс'є          | 9       | 0            | 0       | 1            | 0            | 0            | 2                | 0                | 0                | 12      | 0            | 0       |
| 99      | ВР      | Джанлуїджі Доннарумма | 2       | 0            | 0       | 0            | 0            | 0            | 1                | 0                | 0                | 3       | 0            | 0       |
| Загалом | Загалом | Загалом               | 67      | 4            | 3       | 7            | 0            | 0            | 20               | 0                | 0                | 94      | 4            | 3       |